# Joan II Bonacolsi
Joan II Bonacolsi, fou fill natural de Rinald Bonacolsi, nascut el 1300, abat de Sant'Andrea de Màntua el 1313, i que fou deixat morir de fam a la presó de Castellaro després del 16 d'agost de 1328 junt amb altres membres de la família.